# 요아힘 푹스베르거

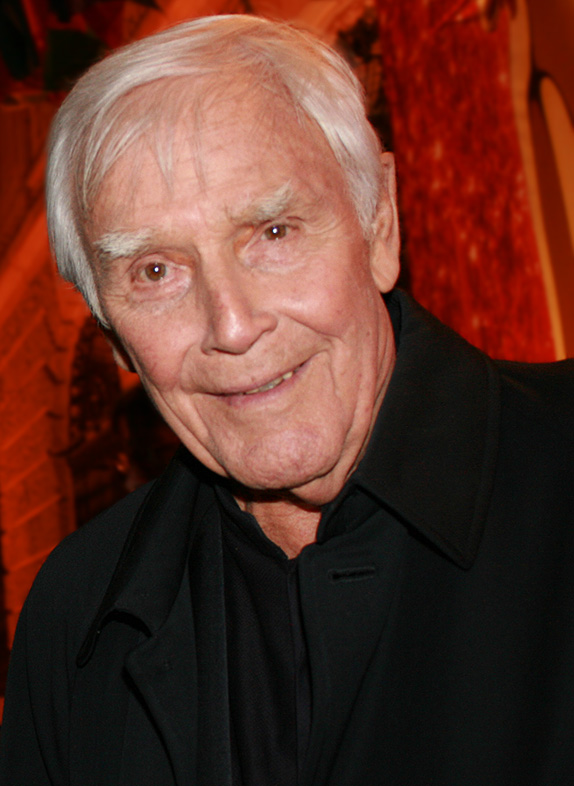
요아힘 푹스베르거 (2008년)

요아힘 푹스베르거(독일어: Joachim Fuchsberger, 1927년 3월 11일 ~ 2014년 9월 11일)는 독일의 배우이다.
슈투트가르트에서 태어났다.

## 영화
- 영원한 우상 (1982년)
- 왓 해브 유 돈 투 솔란지? (1972년)
- 광란의 질주 (1972년)
- 아이 뉴 허 웰 (1965년)
- 라스트 모히칸 (1965년)
- 최후의 8월 15일 (1955년)
- 마지막 웃음 (1955년)